# Une nuit sur le mont Chauve - Ave Maria
Pour les articles homonymes, voir Une nuit sur le mont Chauve (homonymie) et Ave Maria.
Pour plus de détails, voir Fiche technique et Distribution.
Une nuit sur le mont Chauve - Ave Maria est un court métrage d'animation américain réalisé par Walt Disney Productions comme une séquence de Fantasia (1940) en deux parties qui s'enchaînent :
- la première est basée sur Une nuit sur le mont Chauve de Modeste Moussorgski (ré-orchestration de Leopold Stokowski) : près d'un village, le sommet d'une montagne se transforme en un démon nommé « Chernabog », et accueillant les harpies et autres revenants pour un sabbat, en réalité une cérémonie pour la nuit de Walpurgis.
- La seconde sur l'Ave Maria de Franz Schubert efface les scènes de cauchemar précédentes et montre une lointaine procession aux flambeaux, pénétrant dans une forêt-cathédrale.

## Synopsis
Le Mont Chauve est par définition le lieu de rendez vous de Satan et ses disciples. Ici, la nuit de Walpurgis, qui est l'équivalent de notre Halloween, les sorcières et les démons vénèrent leur maître. Sous son charme, ils dansent furieusement jusqu'à ce que les cloches de l'aube et de l'église renvoient la bande dans leur demeure infernale. Puis nous entendons l'Ave Maria et son message de triomphe de l'espoir et de la vie sur les forces du désespoir et de la mort. 
Une nuit au pied d'une montagne abrupte se trouve un village. La caméra s'avance vers le sommet. Un démon nommé « Chernabog » déploie ses ailes et tend ses mains vers le village. Leurs ombres provoquent l'apparition de revenants qui volent vers le monstre. Des ruines du château, des cavaliers et des soldats morts s'envolent tandis que dans le cimetière, les âmes des défunts sortent des tombes. Les esprits s'envolent vers le sommet et rejoignent des monstres sortis des crevasses. Chernabog prend ces derniers et les jette dans la lave enflammée. 
Il attrape de la fumée brulante et la pose dans sa main droite. La fumée-feu forme alors trois femmes dansantes, puis d'un mouvement de sa main gauche Chernabog les transforme en un cochon, un loup et une chèvre. Après un sourire du monstre, tel un sort, cinq esprits d'animaux monstrueux apparaissent dans une fumée noire. Les monstres deviennent des diables anthropomorphes après que Chernabog ferme puis rouvre sa main. 
Dans les crevasses enflammées du mont, d'autres monstres dansent puis se font jeter dans les flammes, parfois précipités par des Harpies. Chernabog met un terme à tout cela en faisant jaillir une immense flamme qu'il étouffe ensuite. Il cherche à rallumer la flamme mais des cloches sonnent ; les monstres, Chernabog compris, semblent apeurés et partent se cacher dans les profondeurs du mont. Les fantômes retournent d'où ils sont venus, château, cimetières et autres. Chernabog referme alors ses ailes pour s'endormir jusqu'à la prochaine nuit de Walpurgis. 
Un jour brumeux semble se lever et l'Ave Maria débute. Une procession de flambeaux longe une berge, traverse un pont aux arches gothiques avant de pénétrer dans une forêt dont les arbres aux longs troncs sont comme les piliers d'une nef gigantesque. La forêt-cathédrale s'assombrit mais dans les hauteurs des rayons de lumière percent la canopée. Une trouée permet d'arriver lentement à une clairière, plutôt la campagne alentour. Le temps est clair et de derrière une colline, les rayons du soleil apparaissent.

## Fiche technique
- Titre original : Night on Bald Mountain/Ave Maria
- Titre français : Une nuit sur le mont Chauve - Ave Maria
- Réalisateur : Wilfred Jackson
- Scénario : Campbell Grant, Arthur Heinemann et Phil Dike
- Direction artistique : Kay Nielsen, Terrel Stapp, Charles Payzant et Thor Putnam
- Animation :
  - Supervision de l'animation: Vladimir Tytla
  - Animateurs : John MacManus, William N. Shull, Robert W. Carlson Jr., Lester Novros et Don Patterson
  - Effets spéciaux d'animation : Joshua Meador, Miles E. Pike, John F. Reed et Daniel MacManus
- Effets spéciaux caméra : Gail Papineau et Leonard Pickley
- Décors : Merle Cox, Ray Lockrem, Robert Storms et W. Richard Anthony
- Producteur : Walt Disney
- Production : Walt Disney Pictures
- Distributeur : Buena Vista Pictures
- Format d'image : Couleur (Technicolor)
- Son : Mono
- Musique :
  - Paroles additionnelles de l'Ave Maria : Rachel Field
  - Chef de chœur : Charles Henderson
  - Soliste : Julietta Novis
- Langue : (en)
- Pays de production :  États-Unis
- Dates de sortie :
  - États-Unis : 13 novembre 1940
  - France : 1er novembre 1946

## Commentaires
John Grant note que la conclusion de Fantasia, avec la succession de Une Nuit sur le Mont Chauve et de l' Ave Maria de Schubert est principalement portée par l'image du démon Chernabog. Ce personnage a été animé par Bill Tytla et qui avec à peine une dizaine de secondes à l'écran a valu à Tytla une importante reconnaissance, et même le qualificatif de « génie ». Les esquisses préparatoires ont été réalisées au pastel par l'illustrateur danois Kay Nielsen engagé par Disney grâce à l'animateur Joe Grant,.
Tytla raconte à John Canemaker dans Cinéfantastique en 1976 qu'il a simplement lu un peu à propos de Moussorgski, ce dernier utilisant des termes ukrainiens comme « Chorni-bok », l'art noir et qu'il a adapté cette idée pour animer la séquence. D'après Lambert, la légende est la suivante, « tous les 24 juin, les sorcières organisent un sabbat sur la montagne Triglav près de Kiev », mais elle concerne le dieu Svarog/Bělbog, l'antithèse de Chernobog.
Allan indique que l'œuvre de Nielsen est surtout visible dans les premières et dernières images du Mont Chauve - celles de paysages - et dans l' Ave Maria,, ainsi que le film Faust, une légende allemande (1926) de Friedrich Wilhelm Murnau. Les paysages évoquent les gravures de Hokusai ou de Hiroshige, car Nielsen était fasciné par l'art de l'Extrême-Orient. La partie de l'Ave Maria s'inspire elle de l'art romantique, sans pourtant atteindre la précision des œuvres européennes, notamment les œuvres « austères et mystiques » de Caspar David Friedrich.
Pour Grant, c'est l'animation de Chernabog qui donne à la séquence sa qualité de chef-d'œuvre, principalement avec son apparition au sommet de la montagne. D'un autre côté, l'animation emmène Disney sur des terres alors inconnues, « des eaux troubles », la portraitisation du démon, plusieurs décennies avant L'Exorciste (1973). 
La séquence mêle des évocations érotiques dont les danseuses de feu nu, des idolâtries démoniaques, des revenants,... avec des symboles chrétiens, comme le pèlerinage de torches dans une forêt à l'aspect gothique. Pour le spectateur moyen, la transition entre le Mont Chauve et l'Ave Maria est « un parfait contraste pour calmer l'influence du démon » mais certaines critiques arguent que de « proposer une telle juxtaposition avec les implications de ce drame nécromant est une mélange monstrueux de deux pièces de musique ».